# Wapen van Velsen

Wapen van Velsen

Het wapen van Velsen is aan de gemeente toegekend op 26 juni 1816. Waar het wapen zijn oorsprong heeft en hoe het ontstaan is, is niet bekend.

## Geschiedenis
De gemeente heeft op 24 december 1814 een afbeelding van een mogelijk wapen naar de Hoge Raad van Adel gestuurd, zonder hierbij een beschrijving te voegen. Een duidelijke kleurverdeling wist de gemeente namelijk niet, het wapen is al langer bekend, maar de kleuren van het wapen niet. Er zijn meerdere afbeeldingen van het wapen van Velsen bekend, het mogelijk oudste is van een collectebus uit mogelijk de 17e eeuw. Dit is een wit lam met een rood vaan op een donkergroene achtergrond. Het lam is een agnus Dei, oftewel het Lam Gods, een oud christelijk symbool voor het zoenoffer van Jezus. Op deze collectebus draagt het lam een kruisvaan met daarop een Andreaskruis.
De oudste bekende beschrijving van het wapen van Velsen verschilt echter met het mogelijk oudste toonbare wapen. De beschrijving vertelt over een zilveren lam met een zilveren vaandel met daarop een rood Latijns kruis. Het geheel staat op een purperen achtergrond.
Als derde is er nog een patriottenvaandel uit 1785 bekend met daarop een wit lam, rood vaandel en wit Andreaskruis. Het lam staat op een groen terras met een blauw/zwarte achtergrond.

## Blazoen
Omdat de gemeente Velsen niet zelf met een kleurenbeschrijving kwam heeft de Hoge Raad van Adel zelf de kleuren ingevuld. Hierop kwam de Raad met de volgende blazoenering: "Van lazuur beladen met een Agnus Dei, staande op een terras, alles van goud."
Lazuur is in de heraldiek blauw, de Agnus Dei is het lam Gods en een terras is een vlakke ondergrond.

Versie zoals in het register van de Hoge Raad van Adel